# Kastellorizo
Kastellórizo (grekiska: Καστελλόριζο) eller Megísti (grekiska: Μεγίστη) är en mycket liten ö belägen cirka 125 km öst om Rhodos, nästan halvvägs mellan Rhodos och Antalya, 570 km sydöst om Aten, 280 km nordväst om Cypern. Ön hör till den grekiska prefekturen Dodekanisos, och är den östligaste ön både i prefekturen och i Grekland. Ön ligger bara 2,7 kilometer från den turkiska kusten vid Kaş. Antalet invånare är cirka 240. Det finns en liten flygplats, Kastellorizos flygplats, på ön.

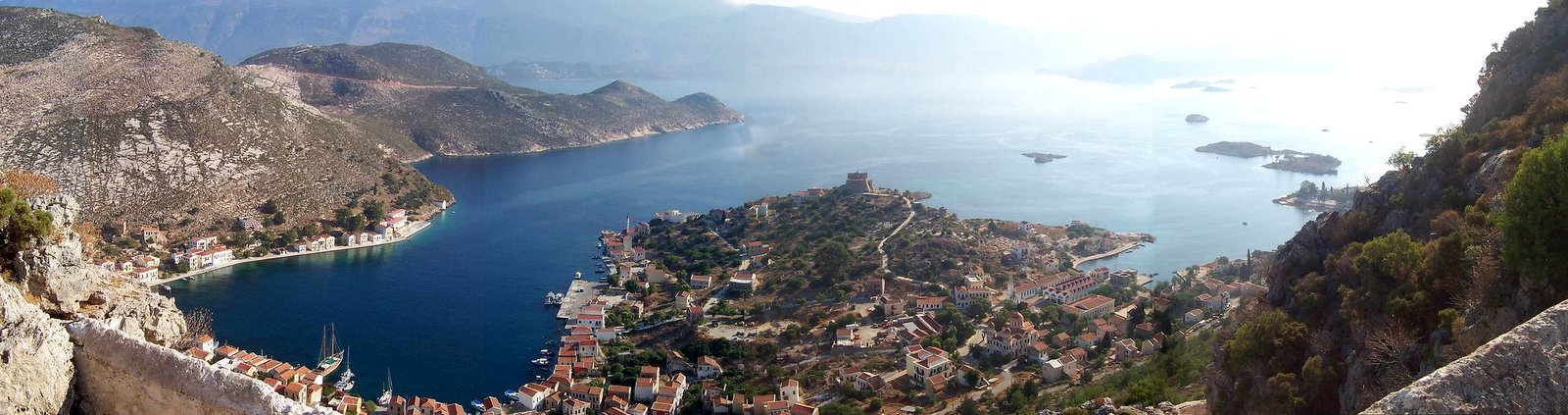
Panorama över Kastellorizo